# S(he) Be(lie)ve(d)
S(he) Be(lie)ve(d)  —en español: Ella creía, él mentía— es el segundo álbum de estudio de la cantante y compositora estadounidense Jasmine Villegas. El álbum fue lanzado en el 2011 en Estados Unidos a través del sello Interscop Music. 

## Lista de canciones
| N.º | Título                            | Escritor(es) | Productor(es) | Duración |  |
| 1.  | «So Silly» ((featuring Tyga))     |              |               | 4:22     |  |
| 2.  | «Masquerade»                      |              |               | 3:00     |  |
| 3.  | «Just A Friend»                   |              |               | 2:56     |  |
| 4.  | «Jealous»                         |              |               | 3:46     |  |
| 5.  | «Angel»                           |              |               | 3:42     |  |
| 6.  | «This Isn't Love»                 |              |               | 3:00     |  |
| 7.  | «Hello» ((featuring Ryan Leslie)) |              |               | 4:28     |  |
| 8.  | «Werk»                            |              |               | 3:21     |  |
| 9.  | «Breakup Song»                    |              |               | 3:00     |  |